# 卑南溪
卑南溪（卑南語： 或 ）位於台灣東南部，屬於中央管河川，是台東縣境內的主要河流，舊稱卑南大溪，是台東第一大溪，卑南之名是為了紀念卑南族的大頭目。全長約有84.35公里，流經台東縣的七個鄉鎮市，分別是台東市、卑南鄉、延平鄉、鹿野鄉、關山鎮、海端鄉、池上鄉，至中華大橋後注入太平洋。流域面積約有1,603.21平方公里，是灌溉台東平原的主要河川。日治時期興築「卑南大圳」，引卑南溪溪水，是台東最大的水利工程。
卑南溪主流（最長河道）上游為新武呂溪，其最遠源流為大崙溪，發源於中央山脈標高3,293公尺的卑南主山東側，支流為鹿野溪、鹿寮溪。在卑南溪最著名的景觀是山里至岩灣河段，該河段的西岸地質景觀獨特，約有四公里的尖壁地形，常被稱譽為台東赤壁或小黃山。

## 水系主要河川
- 卑南溪
  - 鹿野溪
    - 鹿鳴溪
    - 松風溪
    - 瓦崗溪

  - 鹿寮溪
    - 加拿水溪

  - 木坑溪
  - 濁水溪
  - 加拿典溪
  - 加鹿溪
  - 崁頂溪
  - 嘉武溪
  - 紅石溪
  - 泥水溪
  - 萬安溪
    - 富興溪

  - 武拉庫散溪
  - 新武呂溪
    - 霧鹿溪
      - 利稻溪
      - 馬里蘭溪
      - 哈里博松溪
        - 馬斯博爾溪

    - 大崙溪

## 主要橋樑
以下由河口至源頭列出主流上之主要橋樑：

### 卑南溪河段

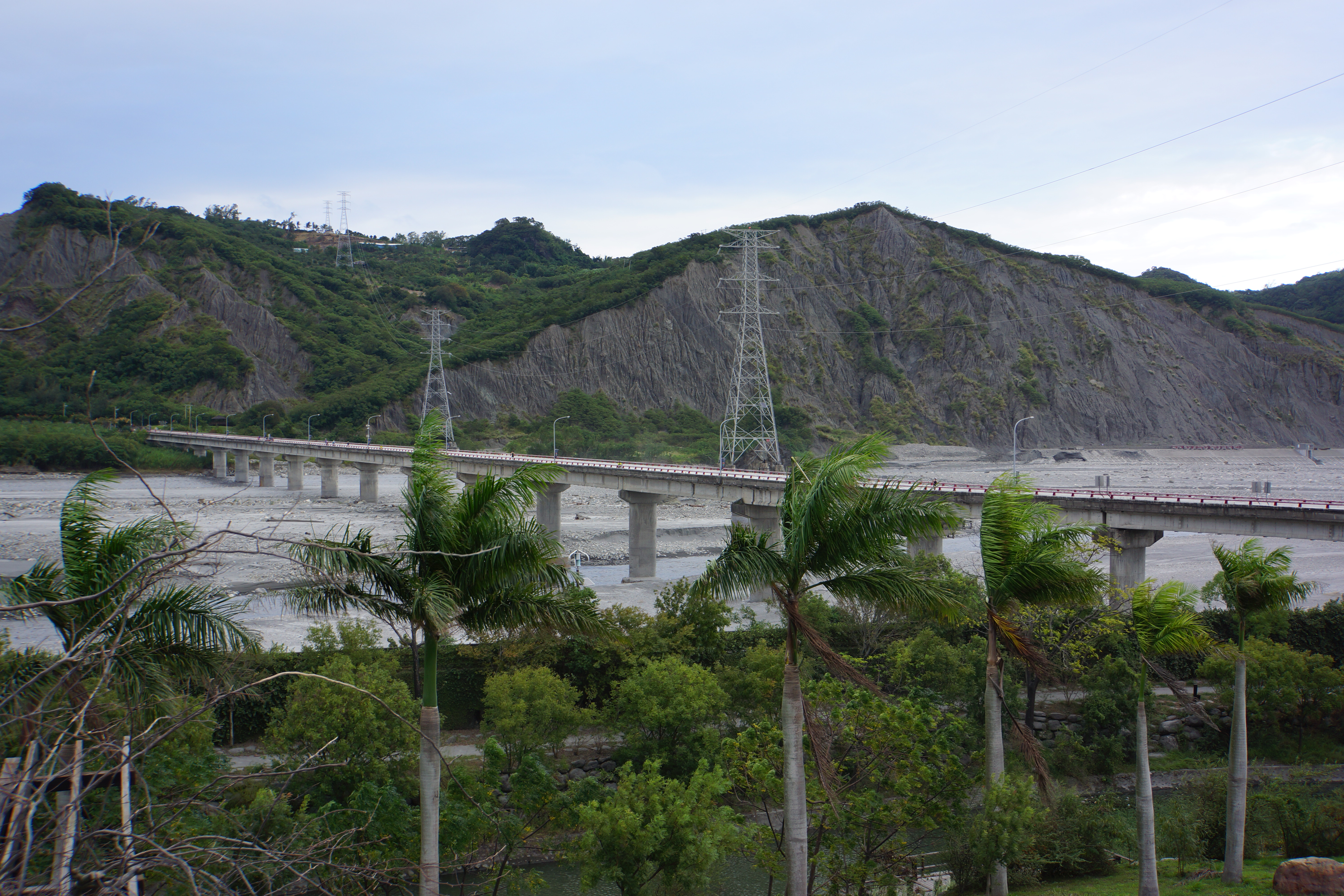
卑南溪上的利吉大橋（2013.10.12攝）

- 中華大橋（省道台11線）
- 台東大橋（省道台11乙線）
- 利吉大橋（鄉道東45線）
- 鸞山大橋
- 寶華大橋
- 電光大橋（鄉道東8-1線）
- 池上大橋（省道台9線）

### 新武呂溪河段

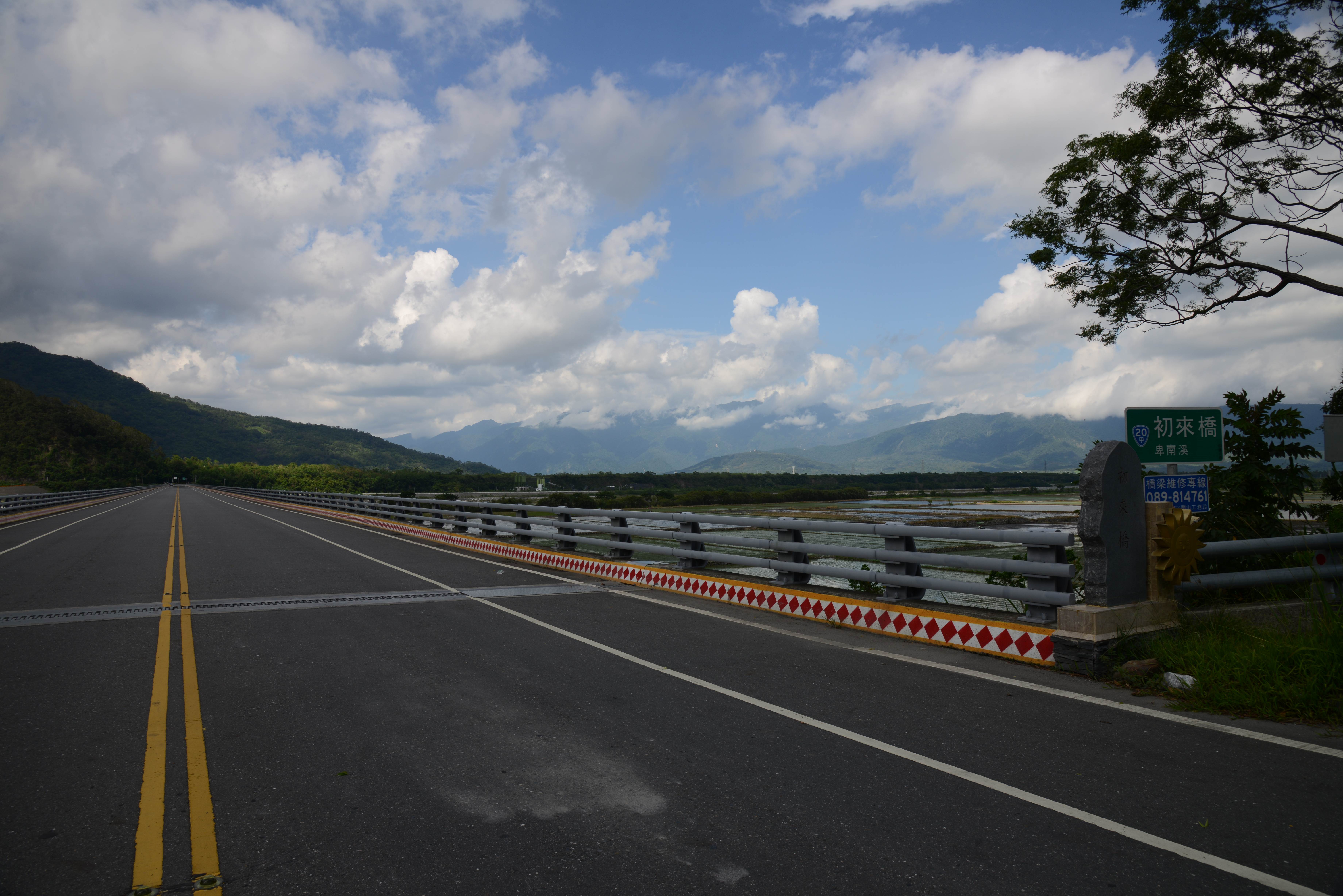
新武呂溪河段上的省道台20甲線初來橋（2016.07.22攝）

- 臺鐵新武呂溪橋（臺鐵臺東線）
- 初來橋（省道台20甲線）

### 大崙溪河段
- 新武橋（省道台20線）

## 外部連結
- 卑南溪 - 經濟部水利署全球資訊網